# Trenen
Trene eller Trenen (på tysk Treene; tidligere Trenaa eller nogle gange blot Treaa) er en 98 km lang å i Sydslesvig i delstaten Slesvig-Holsten i det nordlige Tyskland. Den er det næststørste vandløb i Sydslesvig næst efter Ejderen. Den udspringer ved Træsø (Treßsee) i landskabet Angel med tilløb af Bondeå og Kilså, løber først en lille strækning imod vest, men fra Oversø af imod syd, inden den i syd munder ud i Ejderen. Åen danner på en strækning grænsen mellem Arns og Gøs Herreder, på dens nedre løb ved Hollingsted danner den grænsen mellem Nordfrislands og Slesvig-Flensborg kredse.
Stednavnet kendes fra 1323 (som Trea), den mest almindelige fortolkning henfører navnet til oldn. tre og oldn. ā (→træ-å, sml også Træsø). Dette tolkning tager hensyn til, at åen tidligere lå midt i større skove og blev brugt som transportvej for træ. En anden tolkning går ud fra trægh (≈træg, doven i betydning den trægt, langsomt flydende). Der blev også foreslået at aflede navnet fra frisisk trind, treen (≈adskille) eller fra tallet tre. På en del har Trenen eller dens omegn måske heddet Sola (sml. stednavne Solved, Sollerup, Solbro). Indføjelsen af et -n- (Treå → Trene) skete senere; i en periode blev brugt begge former ved siden af hinanden.
Ved Oversø passerer floden den jyske hærvej. Trenen har blandt andet tilløb af den lille fra Sanklam/Sankelmark Sø kommende Bæk (ved Oversø), Hyrdebæk (ved Byskov), Jerrisbæk (ved Sollerup og Hønning), Bollingsted Å (nord for Solbro), Jydbæk, Bojeså, den fra skoven Rumbrand kommende Eskebæk, Arnsbæk/Sølvested Å og Rejde Å (Spangebæk) (syd for Hollingsted). Ved Trenens nedre løb ligger kurbyen Svavsted med en større lystfiskerhavn. Det 750 år gamle Svavsted var engang Sønderjyllands bispesæde. Her skifter det bakkede morænelandskab over til den flade flodmarsk. Ved Frederiksstad munder åen ud i Ejderen. Trenen er Ejderens største biflod.
Trenen udgør sammen med Slien i øst det cirka 10 km brede jyske eller slesvigske pas, hvor Dannevirke blev bygget. Floden dannede dengang Dannevirkes vestlige bastion. I vikingetiden var Trenen sammen med Ejderen og Slien en vigtig transportvej til Hedeby. Skibene sejlede ad Ejderen og Trenen op til Hollingsted, hvorefter varerne er ført over land til Hedeby.
En teori går ud på, at der har været en kanal mellem Trenen og Slien. Ad denne kunne vikingetidens fartøjer måske transporteres mellem Hedeby og Hollingsted. I middelalderen var åen et af sørøveren Klaus Størtebekers skjulesteder.
Trenen har en stor fiskerigdom. Her findes ål, brasen, gedde, karpe, skalle m.fl.

## Billeder
- Trenens øvre løb ved Oversø.
- Trenen ved Byskov
- Trenen ved Hollingsted.
- Trenens nedre løb ved Frederiksstad.